# Italian Football League 2011
L'Italian Football League 2011 è stata la 4ª edizione del campionato di football americano organizzato dalla IFL. La stagione è iniziata il 20 marzo ed è terminata con il IV Italian Superbowl il 9 luglio 2011.

## Stagione regolare

### Calendario

#### 1ª giornata
| Parma 20 marzo 2011, ore 14:00 | Panthers Parma | 51 – 54 | Elephants Catania | Stadio XXV Aprile |

#### 2ª giornata
| Milano 26 marzo 2011, ore 18:00 | Seamen Milano | 6 – 40 | Warriors Bologna | Velodromo Maspes-Vigorelli |

| Bologna 26 marzo 2011, ore 21:00 | Doves Bologna | 19 – 41 | Panthers Parma | Centro sportivo "Giorgio Bernardi" |

| Ancona 27 marzo 2011, ore 14:00 | Dolphins Ancona | 60 – 41 | Elephants Catania | Stadio Dorico |

| Bolzano 27 marzo 2011, ore 14:30 | Giants Bolzano | 40 – 39 | Marines Lazio | Stadio Europa |

| Scandiano 27 marzo 2011, ore 17:00 | Hogs Reggio Emilia | 24 – 40 | Rhinos Milano | Stadio Andrea Torelli |

#### 3ª giornata
| Catania 2 aprile 2011, ore 14:30 | Elephants Catania | 53 – 15 | Doves Bologna | Stadio Santa Maria Goretti |

| Ostia Lido 2 aprile 2011, ore 19:30 | Marines Lazio | 37 – 57 | Hogs Reggio Emilia | Stadio P. Giannattasio |

| Bologna 2 aprile 2011, ore 21:00 | Warriors Bologna | 64 – 35 | Giants Bolzano | Alfheim Field – Centro sportivo "Giorgio Bernardi" |

| Parma 3 aprile 2011, ore 15:00 | Panthers Parma | 62 – 35 | Dolphins Ancona | Stadio XXV Aprile |

| Milano 3 aprile 2011, ore 15:00 | Rhinos Milano | 31 – 33 | Seamen Milano | Velodromo Maspes-Vigorelli |

#### 4ª giornata
| Milano 9 aprile 2011, ore 18:00 | Seamen Milano | 42 – 34 | Giants Bolzano | Velodromo Maspes-Vigorelli |

| Bologna 9 aprile 2011, ore 21:00 | Doves Bologna | 12 – 49 | Dolphins Ancona | Centro sportivo "Giorgio Bernardi" |

| Scandiano 10 aprile 2011, ore 16:00 | Hogs Reggio Emilia | 12 – 49 | Warriors Bologna | Stadio Andrea Torelli |

| Ostia Lido 10 aprile 2011, ore 16:30 | Marines Lazio | 26 – 49 | Rhinos Milano | Stadio P. Giannattasio |

#### 5ª giornata
| Catania 16 aprile 2011, ore 15:00 | Elephants Catania | 30 – 26 | Hogs Reggio Emilia | Stadio Santa Maria Goretti |

| Milano 16 aprile 2011, ore 18:00 | Rhinos Milano | 28 – 42 | Warriors Bologna | Velodromo Maspes-Vigorelli |

| Bologna 16 aprile 2011, ore 21:00 | Doves Bologna | 12 – 44 | Seamen Milano | Centro sportivo "Giorgio Bernardi" |

| Ancona 17 aprile 2011, ore 15:00 | Dolphins Ancona | 64 – 42 | Marines Lazio | Stadio Giuliani |

| Bolzano 17 aprile 2011, ore 15:00 | Giants Bolzano | 21 – 49 | Panthers Parma | Stadio Europa |

#### 6ª giornata
| Milano 30 aprile 2011, ore 18:00 | Seamen Milano | 42 – 44 | Hogs Reggio Emilia | Velodromo Maspes-Vigorelli |

| Bolzano 30 aprile 2011, ore 20:00 | Giants Bolzano | 42 – 6 | Doves Bologna | Stadio Europa |

| Bologna 30 aprile 2011, ore 21:00 | Warriors Bologna | 34 – 23 | Panthers Parma | Alfheim Field – Centro sportivo "Giorgio Bernardi" |

| Ancona 30 aprile 2011, ore 21:00 | Dolphins Ancona | 62 – 42 | Rhinos Milano | Stadio Dorico |

#### 7ª giornata
| Catania 7 maggio 2011, ore 15:00 | Elephants Catania | 48 – 34 | Marines Lazio | Stadio Santa Maria Goretti |

#### 8ª giornata
| Milano 14 maggio 2011, ore 18:00 | Rhinos Milano | 40 – 26 | Elephants Catania | Velodromo Maspes-Vigorelli |

| Ostia Lido 14 maggio 2011, ore 19:30 | Marines Lazio | 40 – 28 | Seamen Milano | Stadio P. Giannattasio |

| Bolzano 14 maggio 2011, ore 20:00 | Giants Bolzano | 49 – 48 | Dolphins Ancona | Stadio Europa |

| Scandiano 14 maggio 2011, ore 21:00 | Hogs Reggio Emilia | 22 – 50 | Panthers Parma | Stadio Andrea Torelli |

| Bologna 14 maggio 2011, ore 21:00 | Warriors Bologna | 55 – 0 | Doves Bologna | Alfheim Field – Centro sportivo "Giorgio Bernardi" |

#### 9ª giornata
| Milano 21 maggio 2011, ore 18:00 | Rhinos Milano | 40 – 28 | Giants Bolzano | Velodromo Maspes-Vigorelli |

| Scandiano 21 maggio 2011, ore 21:00 | Hogs Reggio Emilia | 55 – 6 | Doves Bologna | Stadio Andrea Torelli |

| Bologna 21 maggio 2011, ore 21:00 | Warriors Bologna | 42 – 35 | Elephants Catania | Alfheim Field – Centro sportivo "Giorgio Bernardi" |

| Milano 22 maggio 2011, ore 14:00 | Seamen Milano | 42 – 64 | Dolphins Ancona | Velodromo Maspes-Vigorelli |

| Parma 22 maggio 2011, ore 15:00 | Panthers Parma | 35 – 21 | Marines Lazio | Stadio XXV Aprile |

#### 10ª giornata
| Catania 28 maggio 2011, ore 15:00 | Elephants Catania | 42 – 34 | Seamen Milano | Stadio Santa Maria Goretti |

| Ostia Lido 28 maggio 2011, ore 20:00 | Marines Lazio | 50 – 0 | Doves Bologna | Stadio P. Giannattasio |

| Ancona 28 maggio 2011, ore 21:00 | Dolphins Ancona | 66 – 67 | Warriors Bologna | Stadio Dorico |

| Bolzano 29 maggio 2011, ore 15:00 | Giants Bolzano | 27 – 28 | Hogs Reggio Emilia | Stadio Europa |

| Parma 29 maggio 2011, ore 15:00 | Panthers Parma | 43 – 28 | Rhinos Milano | Stadio XXV Aprile |

#### 11ª giornata
| Milano 4 giugno 2011, ore 18:00 | Seamen Milano | 13 – 42 | Panthers Parma | Velodromo Maspes-Vigorelli |

| Ostia Lido 4 giugno 2011, ore 20:00 | Marines Lazio | 53 – 56 | Warriors Bologna | Stadio P. Giannattasio |

| Bologna 4 giugno 2011, ore 21:00 | Doves Bologna | 25 – 58 | Rhinos Milano | Centro sportivo "Giorgio Bernardi" |

| Scandiano 4 giugno 2011, ore 21:00 | Hogs Reggio Emilia | 62 – 42 | Dolphins Ancona | Stadio Andrea Torelli |

| Catania 5 giugno 2011, ore 15:00 | Elephants Catania | 61 – 19 | Giants Bolzano | Stadio Santa Maria Goretti |

### Classifica
La classifica a regular season terminata è la seguente:
- PCT = percentuale di vittorie, G = partite giocate, V = partite vinte, P = partite perse, PF = punti fatti, PS = punti subiti
- La qualificazione ai play-off è indicata in verde

| Pos. | Squadra            | PCT   | G | V | P | PF  | PS  |
| ---- | ------------------ | ----- | - | - | - | --- | --- |
| 1    | Warriors Bologna   | 1.000 | 9 | 9 | 0 | 449 | 258 |
| 2    | Panthers Parma     | .778  | 9 | 7 | 2 | 396 | 247 |
| 3    | Elephants Catania  | .667  | 9 | 6 | 3 | 390 | 321 |
| 4    | Hogs Reggio Emilia | .556  | 9 | 5 | 4 | 330 | 323 |
| 5    | Dolphins Ancona    | .556  | 9 | 5 | 4 | 490 | 419 |
| 6    | Rhinos Milano      | .556  | 9 | 5 | 4 | 456 | 309 |
| 7    | Seamen Milano      | .333  | 9 | 3 | 5 | 284 | 349 |
| 8    | Giants Bolzano     | .333  | 9 | 3 | 6 | 295 | 377 |
| 9    | Marines Lazio      | .222  | 9 | 2 | 7 | 324 | 377 |
| 10   | Doves Bologna      | .000  | 9 | 0 | 9 | 95  | 447 |

## Playoff
|  | Semifinali | Semifinali         | Semifinali |                |    | IV Italian Superbowl | IV Italian Superbowl | IV Italian Superbowl |  |
|  |            |                    |            |                |    |                      |                      |                      |  |
|  | 1          | Warriors Bologna   | 46         |                |    |                      |                      |                      |  |
|  | 1          | Warriors Bologna   | 46         |                |    |                      |                      |                      |  |
|  | 4          | Hogs Reggio Emilia | 26         |                |    |                      |                      |                      |  |
|  | 4          | Hogs Reggio Emilia | 26         |                | 1  | Warriors Bologna     | 62                   |                      |  |
|  |            |                    |            |                | 1  | Warriors Bologna     | 62                   |                      |  |
|  |            |                    | 2          | Panthers Parma | 76 |                      |                      |                      |  |
|  | 2          | Panthers Parma     | 2          | Panthers Parma | 76 | 59                   |                      |                      |  |
|  | 2          | Panthers Parma     |            |                |    |                      |                      |                      |  |
|  | 3          | Elephants Catania  | 40         |                |    |                      |                      |                      |  |

### Semifinali
| Bologna 25 giugno 2011, ore 15:00 UTC+1 | Warriors Bologna | 47 – 26 | Hogs Reggio Emilia | Alfheim Field – Centro sportivo "Giorgio Bernardi" |

| Parma 26 giugno 2011, ore 15:00 UTC+1 | Panthers Parma | 59 – 40 | Elephants Catania | Stadio XXV Aprile |

### Superbowl
| Parma 9 luglio 2011, ore 20:30 UTC+1 | Panthers Parma | 76 – 62 (14-13 21-17 13-3 28-29) referto | Warriors Bologna | Stadio XXV Aprile (2.500 spett.) |

## IV Italian Superbowl
Il 9 luglio, allo Stadio XXV Aprile di Parma (dal 2015 Stadio Sergio Lanfranchi), è stato disputato l'Italian Superbowl IV, il quarto organizzato dalla Italian Football League (IFL), il settimo partecipato dai Guerrieri (la nona finale, conteggiando i due Winter Bowl disputati negli anni novanta come Virtus AFT, di cui una vinta) e il quarto dalle Pantere campioni d'Italia in carica.
Al termine di un incontro spettacolare, nel quale gli attacchi hanno marcato il record assoluto di punti complessivi segnati nella finale del massimo campionato italiano, i Panthers si sono imposti per 76 – 62 davanti a 2500 spettatori (al tempo, era la capienza massima dello stadio, e parecchi appassionati sono rimasti fuori dalla struttura).
MVP dell'incontro è stato nominato l'eclettico giocatore dei Panthers Tanyon Bissell (# 7), protagonista con 9 ricezioni per 147 yd e 3 TD, e 2 passaggi completati su 2 per 76 yd e 2 TD.
- Panthers Parma campioni d'Italia IFL 2011 e qualificati alla European Football League 2012.